# Ізоаномали
Ізоаномали (рос. изоаномалы, англ. isoanomals, нім. Isoanomalen f pl, Isanomalen f pl, Linien f pl gleicher Störungsbeträge) — лінії рівних відхилень аналізованої величини від її значень, прийнятих нормальними, наприклад, ізоаномали сили тяжіння — лінії, які з'єднують на гравіметричних картах точки з рівними значеннями аномалій прискорення сили тяжіння.
У метеорології: Ізоаномала — це лінія на карті або графіці, що з'єднує точки з однаковими значеннями аномалії будь-якого природного явища, наприклад, температури, тиску або опадів.